# Plecia pyralis
Plecia pyralis är en tvåvingeart som beskrevs av Skartveit 2004. Plecia pyralis ingår i släktet Plecia och familjen hårmyggor.
Artens utbredningsområde är Kenya. Inga underarter finns listade i Catalogue of Life.